# UTM-01
UTM-01是大田广域市的一款磁悬浮列车，为测试用车辆，不载客运营，现已退出使用。

## 概况
UTM-01是韩国的第4款磁悬浮列车，由韩国机械研究院负责生产，列车客室车门为内藏门，为2辆编组。由于本款列车存在较多的缺陷，因此开发了功能相对完善的UTM-02。

## 编组
|          | UTM-01  |         |
| 車廂編號 | 1       | 2       |
| 形式區分 | （Mc1） | （Mc2） |
| 其他設備 |         |         |
| 安裝機器 |         |         |
| 車輛重量 | 22t     | 22t     |
| 載客量   | 80人    | 80人    |